# 釋紹宗
釋紹宗（出生死亡年
1338年—1397年），號遂初，俗姓陳，上海人士，為明朝松江府上海安國寺沙門。

## 生平
紹宗法師十三歲捨俗，投鄉里的安國寺出家，因天資穎悟，加之戒行精嚴，得法於靜庵元鎮法師。初次受請出外於杭州長慶寺說法，大開法筵，暢演宗風，非常多的僧俗二眾受到他的法益教化。之後遷錫到吳興慈感寺，又受到金陵長幹寺的守仁法師延請位居首座。
明太祖洪武二十六年（1393年），奉召於廬山晉見明太組朱元璋，講說佛法義理，獲賜金縷僧伽黎（袈裟），擢升為正八品右講經僧官，後又晉升為正六品右善世。
洪武三十年（1397年），正月五日，示現微疾，坐化圓寂，時年60歲。太祖聞訊，派遺中使前往致祭，有數千人恭送紹宗法師的法體前往荼毘，火化後弟子們將法師遺骨及舍利子奉於安國寺舍利塔。

## 法嗣

### 師長
- 靜庵元鎮